# Ken Broderick
Kenneth Lorne Broderick, detto Ken (Toronto, 16 febbraio 1942 – Niagara Falls, 13 marzo 2016), è stato un hockeista su ghiaccio canadese.

## Palmarès

### Olimpiadi invernali
- 1 medaglia:
  - 1 bronzo (Grenoble 1968)